# マハトマ・ガンディー胸像
マハトマ・ガンディー胸像（マハトマ・ガンディーきょうぞう、英: Mahatma Gandhi Statue）は、インド政府の寄贈により建てられたマハトマ・ガンディーの胸像。
2024年時点で日本国内に3つ計画されている。
- 広島県広島市(北緯34度23分34.8秒 東経132度27分17.3秒 / 北緯34.393000度 東経132.454806度)、高さ約2.2m（台座含む）×幅約1.8m×奥行約1.2m [1][2]。
- 長崎県長崎市()
- 東京都江戸川区(北緯35度39分30.2秒 東経139度51分33.4秒 / 北緯35.658389度 東経139.859278度)高さ1.80m（台座含む）×幅0.60m[3]。

台座には日本語・英語・ヒンディー語で「非暴力の価値観の実践に生涯をささげた」「彼の信念は今なお、世界中の多くの人々に勇気と希望を与えている」などが書かれている。

## 経緯
日本への原子爆弾投下によって被爆した外国人がいたが2023年時点でその全容は判明していないため、その中にインド人がいたかは不明である。インド政府は2022年に同様の胸像を国際連合に寄贈している。

### 広島
G7広島サミット開催が決定、サミット開催に先駆けて2023年4月シビ・ジョージ駐日インド大使から広島市へ寄贈の申し出があり、広島市側はガンディーの理念や活動が平和都市広島の立場と一致するとして受け入れを決めた。インド側は広島平和記念公園内への設置を求めたが、広島市側は許可せず、結果元安川東岸の緑地になった。
2023年5月20日サミット開催期間中に、ナレンドラ・モディ首相以下インド政府関係者、松井一実市長、中谷元首相補佐官ら日本政府関係者出席の下、除幕式が行われた。

### 長崎
2023年10月シビ・ジョージ駐日大使は長崎市を訪れその際に寄贈を申出し、長崎市は受け入れを決めた。同年12月インド側は平和公園内への設置を要求するも、長崎市側は「平和公園は平和と人類愛をテーマに抽象的なモニュメントを受け入れてきていて、個人の像はコンセプトにそぐわない」として代わりに稲佐山公園への設置を提案したが、インド側はこれを拒否した。
2024年2月「原爆の当初の投下目標地点に近く、平和を感じられる憩いの場である」として眼鏡橋近くの中島川公園内への設置が長崎市・インド側双方合意で決定した。ただ地元住民にとっては設置する意味がわからず、長崎市側も説明不足であるとしてこれを取りやめ、再検討することになった。
2024年7月長崎市は設置場所を原爆資料館南にある平野町内の市道のロータリーとすることを決め、設置に理解が得られるよう住民説明することを公表した。

### 江戸川区
2023年8月インドは日本最大のインドコミュニティがある江戸川区に対して友好と親善の象徴としてガンディー像の寄贈を申し出た。江戸川区は、インド人も含めて区民の馴染みの深い場所として検討した結果、新田6号公園の一角、円形花壇内に設置することを決めた。
2024年7月28日インド大使館と江戸川区の主催でスブラマニヤム・ジャイシャンカル外務大臣やシビ・ジョージ駐日大使、斉藤猛区長が列席の下、除幕式が行われた。